# Blood Will Tell (film 1914)
Blood Will Tell è un cortometraggio muto del 1914 diretto da E.H. Calvert. Il nome del regista compare anche tra gli interpreti.

## Trama
Un giovane, dopo aver ucciso in duello il marito della sua amante, parte per le colonie americane. Un secolo più tardi, quella storia sfortunata getta un'ombra sulla storia d'amore tra due discendenti dei protagonisti.

## Produzione
Il film fu prodotto dalla Essanay Film Manufacturing Company. Venne girato a Chicago, dove la casa di produzione aveva la sua sede principale.

## Distribuzione
Distribuito dalla General Film Company, il film - un cortometraggio di tre bobine - uscì nelle sale cinematografiche statunitensi nel maggio 1914. Viene citato in Moving Picture World del 30 maggio 1914.